# Peder Torstensen
Peder Torstensen (c. 1085) fue un noble danés del siglo XII, comandante del ejército de Valdemar el Grande. Fue responsable de la construcción del castillo de Pedersborg, municipio que hoy lleva su nombre, ubicado en Sorø. El castillo fue demolido y en su lugar se construyó la actual Iglesia de Pedersborg en el mismo emplazamiento, que todavía está parcialmente rodeado por las murallas del antiguo castillo.
Peder Torstensen estaba casado con la hija de Skjalm Hvide, Cecilia Skjalmsdatter y, por lo tanto, era cuñado de Ebbe Skjalmsen y Asser Rig, íntimo confidente de Canuto Lavard, con quienes no mantenía cordiales relaciones. 
En 1205, el monasterio de Sorø (que fue fundado como monasterio benedictino por los hijos de Skjalm Hvide, y más tarde convertido en un monasterio cisterciense por Absalon, hijo de Asser), logró salir del estrangulamiento que Peder Torstensen y sus descendientes sometían y practicaron desde Pedersborg al norte de la isla, pues nunca mostraron afecto al centro eclesiástico.
Por iniciativa de Anders Sunesen, los herederos de Sune Ebbesen (hijo de Ebbe) asumieron, como cuotas de las obligaciones de Sune, la mayoría de los gastos de la excavación de Møltiget por Sorø, que pudo haber comenzado en 1205 y terminado en 1208.